# Taiwo Awoniyi
Taiwo Awoniyi, né le 12 août 1997 à Ilorin, est un footballeur international nigérian qui évolue au poste d'attaquant à Nottingham Forest.

## Biographie

### En club

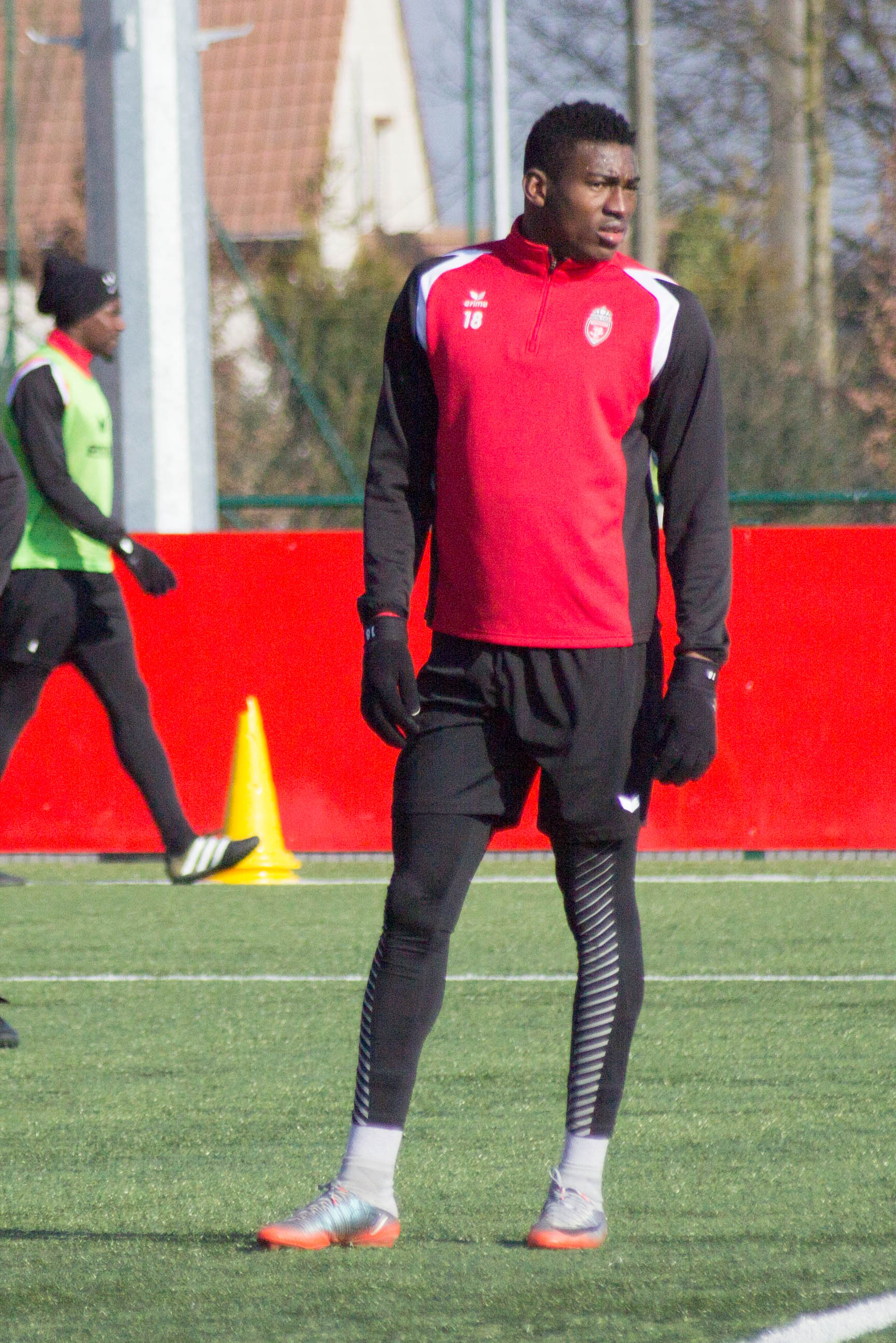
Taiwo Awoniyi à l'entraînement avec le Royal Excel Mouscron en février 2018

Le 6 août 2019, il rejoint 1. FSV Mayence 05.

### En équipe nationale
Avec les moins de 17 ans, il dispute la Coupe du monde des moins de 17 ans en 2013. Lors du mondial junior organisé aux Émirats arabes unis, il inscrit quatre buts : un but contre la Suède en phase de groupe, puis un doublé contre l'Uruguay en quart de finale, et enfin un nouveau but contre la Suède en demi-finale. Il délivre également cinq passe décisives : deux contre l'Irak en phase de groupe, une contre l'Iran en huitièmes de finale, et enfin deux contre la Suède en demi-finale. Le Nigeria remporte la compétition en battant le Mexique en finale.
Il participe ensuite avec l'équipe du Nigeria des moins de 20 ans à la Coupe d'Afrique des nations des moins de 20 ans en 2015. Lors de cette compétition, il inscrit trois buts lors de la phase de groupe. Il marque un doublé contre le Sénégal, puis un but contre le Congo. Le Nigeria remporte la compétition en battant le Sénégal en finale.
Il dispute quelques mois plus tard la Coupe du monde des moins de 20 ans organisée en Nouvelle-Zélande. Lors de ce mondial, il inscrit un doublé contre la Hongrie, et délivre deux passes décisives contre la Corée du Nord. Le Nigeria s'incline en huitièmes de finale face à l'Allemagne.
Il participe quelques mois plus tard à la Coupe d'Afrique des nations des moins de 23 ans. Il joue trois matchs lors de cette compétition, sans inscrire de but. Le Nigeria remporte le tournoi en battant l'Algérie en finale.

## Statistiques
Le tableau ci-dessous retrace la carrière de Taiwo Awoniyi depuis ses débuts :

### En club
| Saison                | Club                  | Championnat           | Championnat | Championnat | Coupe nationale | Coupe nationale | Coupe de la Ligue | Coupe de la Ligue | Compétition(s) continentale(s) | Compétition(s) continentale(s) | Compétition(s) continentale(s) | Playoffs | Playoffs | Total | Total |
| Saison                | Club                  | Division              | M.          | B.          | M.              | B.              | M.                | B.                | Comp.                          | M.                             | B.                             | M.       | B.       | M.    | B.    |
| 2015-2016             | FSV Francfort (prêt)  | 2.Bundesliga          | 13          | 1           | 1               | 0               | -                 | -                 | -                              | -                              | -                              | -        | -        | 14    | 1     |
| Sous-total            | Sous-total            | Sous-total            | 13          | 1           | 1               | 0               | 0                 | 0                 | -                              | 0                              | 0                              | 0        | 0        | 14    | 1     |
| 2016-2017             | NEC Nimègue (prêt)    | Eredivisie            | 18          | 2           | 1               | 0               | -                 | -                 | -                              | -                              | -                              | 3        | 1        | 22    | 3     |
| Sous-total            | Sous-total            | Sous-total            | 18          | 2           | 1               | 0               | -                 | -                 | -                              | 0                              | 0                              | 3        | 1        | 22    | 3     |
| 2017-2018             | RE Mouscron (prêt)    | Jupiler Pro League    | 27          | 7           | 2               | 1               | -                 | -                 | -                              | -                              | -                              | 2        | 2        | 31    | 10    |
| 2018-2019             | RE Mouscron (prêt)    | Jupiler Pro League    | 9           | 7           | -               | -               | -                 | -                 | -                              | -                              | -                              | 7        | 4        | 16    | 11    |
| Sous-total            | Sous-total            | Sous-total            | 36          | 14          | 2               | 1               | 0                 | 0                 | -                              | 0                              | 0                              | 9        | 6        | 47    | 21    |
| 2018-2019             | La Gantoise (prêt)    | Jupiler Pro League    | 16          | 0           | 2               | 2               | -                 | -                 | C3                             | 4                              | 1                              | -        | -        | 22    | 3     |
| Sous-total            | Sous-total            | Sous-total            | 16          | 0           | 2               | 2               | 0                 | 0                 | -                              | 4                              | 1                              | 0        | 0        | 22    | 3     |
| 2019-2020             | FSV Mayence (prêt)    | Bundesliga            | 12          | 1           | -               | -               | -                 | -                 | -                              | -                              | -                              | -        | -        | 12    | 1     |
| Sous-total            | Sous-total            | Sous-total            | 12          | 1           | 0               | 0               | 0                 | 0                 | -                              | 0                              | 0                              | 0        | 0        | 12    | 1     |
| 2020-2021             | Union Berlin (prêt)   | Bundesliga            | 21          | 5           | 1               | 0               | -                 | -                 | -                              | -                              | -                              | -        | -        | 22    | 5     |
| 2021-2022             | Union Berlin          | Bundesliga            | 31          | 15          | 4               | 1               | -                 | -                 | C4                             | 8                              | 4                              | -        | -        | 43    | 20    |
| Sous-total            | Sous-total            | Sous-total            | 52          | 20          | 5               | 1               | 0                 | 0                 | -                              | 8                              | 4                              | 0        | 0        | 65    | 25    |
| 2022-2023             | Nottingham Forest     | Premier League        | 26          | 10          | -               | -               | 3                 | 1                 | -                              | -                              | -                              | -        | -        | 29    | 11    |
| 2023-2024             | Nottingham Forest     | Premier League        | 20          | 6           | 2               | 0               | 1                 | 0                 | -                              | -                              | -                              | -        | -        | 23    | 6     |
| 2024-2025             | Nottingham Forest     | Premier League        | 23          | 1           | 4               | 1               | 1                 | 0                 | -                              | -                              | -                              | -        | -        | 28    | 2     |
| Sous-total            | Sous-total            | Sous-total            | 69          | 17          | 6               | 1               | 5                 | 1                 | -                              | 0                              | 0                              | 0        | 0        | 80    | 19    |
| Total sur la carrière | Total sur la carrière | Total sur la carrière | 216         | 54          | 17              | 4               | 5                 | 1                 | -                              | 12                             | 5                              | 12       | 7        | 262   | 71    |

## Palmarès
- Vainqueur de la Coupe du monde des moins de 17 ans en 2013 avec l'équipe du Nigeria des moins de 17 ans
- Vainqueur de la Coupe d'Afrique des nations des moins de 20 ans en 2015 avec l'équipe du Nigeria des moins de 20 ans
- Vainqueur de la Coupe d'Afrique des nations des moins de 23 ans en 2015 avec l'équipe du Nigeria des moins de 23 ans

### Distinctions personnelles
- L'équipe-type de la Coupe d'Afrique des nations junior 2015